# تگاب رباط
تگاب رباط (به لاتین: Tagab Robat) یک منطقهٔ مسکونی در افغانستان است که در ولایت بادغیس واقع شده‌است.